# Riksförbundet Arrangörer av Nutida Konstmusik
RANK – Riksförbundet Arrangörer av Nutida Konstmusik är en riksorganisation för arrangörer av ny musik i Sverige. 
RANK bildades 2001 och har (2009) 31 anslutna arrangörer. Flertalet är arrangerande musikföreningar, men bland medlemmarna finns även skivbolag och föreningar inom andra konstformer. 
Förbundet tillämpar en bred definition av begreppet konstmusik som också inbegriper elektronisk musik, kammarmusik, ljudkonst, improvisation, noise, opera, frijazz, performance m.m. RANK stödjer medlemmarnas intressen på lokal och regional nivå och är också verksamt nationellt som kulturpolitisk opinionsbildare. RANK är medlem i flera musikpolitiska forum: Horisont (den svenska plattformen för nutida konstmusik), MAIS (Musikarrangörer i samverkan), Svenska Musikrådet och Kungliga Musikaliska Akademiens nämnd för kammarmusikfrågor. 
RANK får stöd bland annat från Statens Kulturråd, Framtidens kultur och Rikskonserter. Styrelseordförande för RANK är Peter Lyne och riksförbundets verksamhetsledare är Sven Rånlund.